# Кизил-Таш (пам'ятка)
Кизи́л-Таш (крим. Qızıl Taş, «Черво́ний ка́мінь») — скеля в Криму, розташована біля селища Краснокам'янка над Гурзуфом. З 1969 року охороняється як геологічна пам'ятка природи, що входить до природно-заповідного фонду України.

## З історії
Кизил-Таш в перекладі з кримськотатарської означає «Червоний камінь». Ще раніше, в середньовіччі, вона називалася Гелін-Кая (крим. Gelin Qaya, «Еллінська», тобто грецька скеля).
Цікаво, що на Кизил-Таш бували визначні науковці, серед них — перший Президент Української Академії наук Володимир Вернадський.
17 січня 2025 року постановою Кабінету Міністрів України пам'ятці повернуто кримськотатарську назву.

## Загальний опис
Всупереч назві основний колір поверхні скелі сірувато-білий і лише місцями здається жовто-помаранчевим. Сам Кизил-Таш складний з щільного, мармуроподібного темно-сірого вапняку. Місцями в гірській породі уловлюються дрібні кристали кальциту. Вапняк розбитий численними тріщинами, нахиленими в схил під кутом 35–40 градусів. Особливі багато тріщин в гребені Кизил-Таш.
Скеля схожа на величезний кам'яний барабан, навзнаки покладений на землю. Висота Кизил-Таш 48 м, поперечник 120—130 метрів. Без спеціального спорядження скеля неприступна і лише з боку Головної гряди на неї можна піднятися коротким кам'яним гребенем заввишки 15–20 м.
На гребені скелі збереглися залишки бойової башти, що формою нагадують дзот. На скельну основу покладений фундамент з глиб вапняку, а на ньому були зведені стіни з місцевого каменя на вапняному розчині. Ширина стін близько метра, довжина 5,5 м. Західна стіна збереглася на висоту 2,5 м. Припускають, що на гребені знаходилася невелика фортеця XII—XIII століть, зв'язана димовою сигналізацією з іншими укріпленими пунктами Південного берега. Вона закривала підступи до перевалу Головної гряди в долину річки Качи на протилежному схилі Кримських гір.
Рослинність різноманітна. Ростуть фісташка туполиста і деревовидний ялівець, гайки шипшини, жасмину кримського з чорними круглими ягодами, кизильник. водяться на скелі й птахи — стрижі, кобці, пролітають дикі голуби.
В районі Кизил-Таш росте виноград, з якого виробляють відомий білий мускат Червоного каменя. Вино відмічене золотими медалями на міжнародних виставках вин.

## Світлини

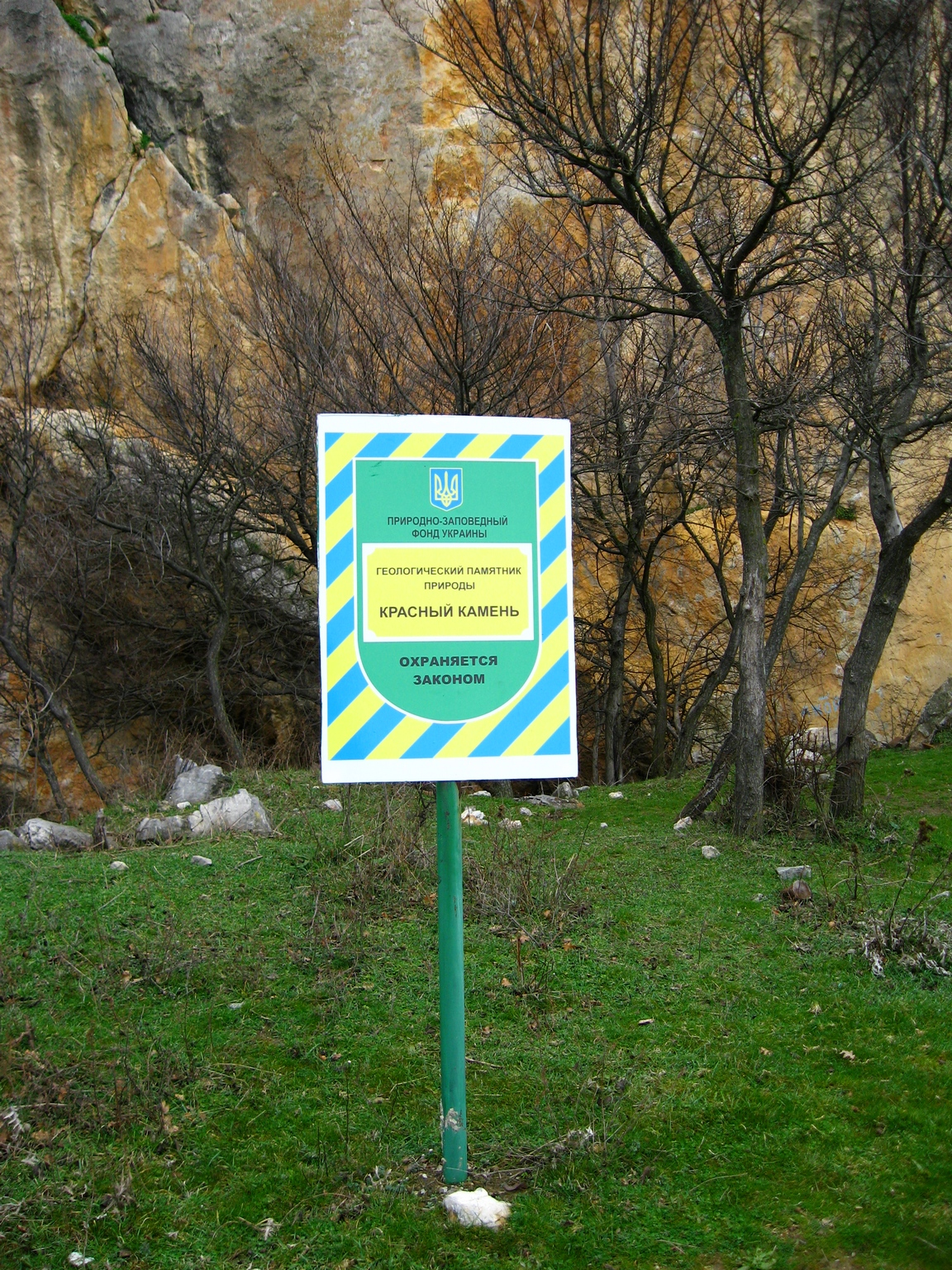
Вказівник
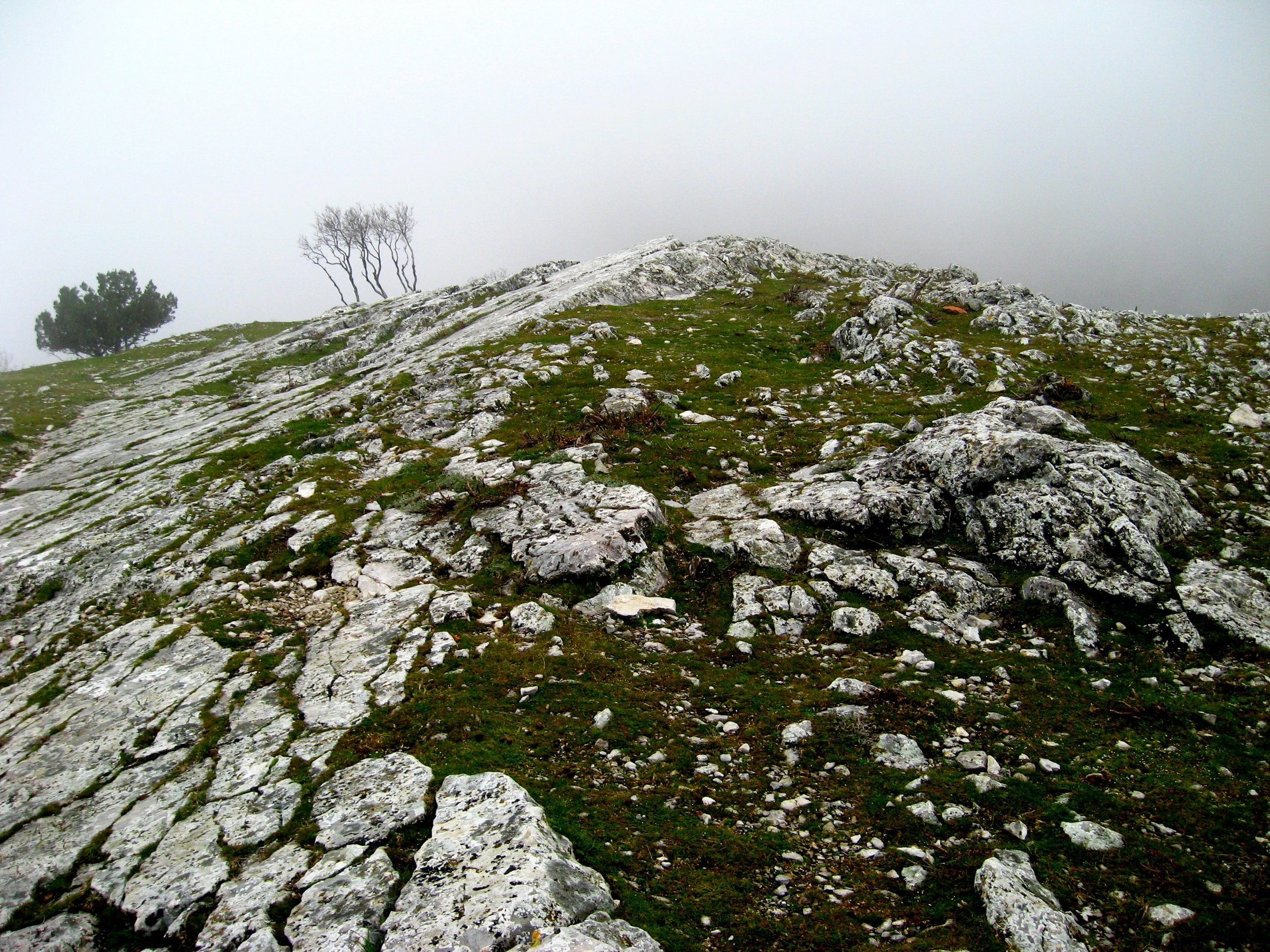
Вершина
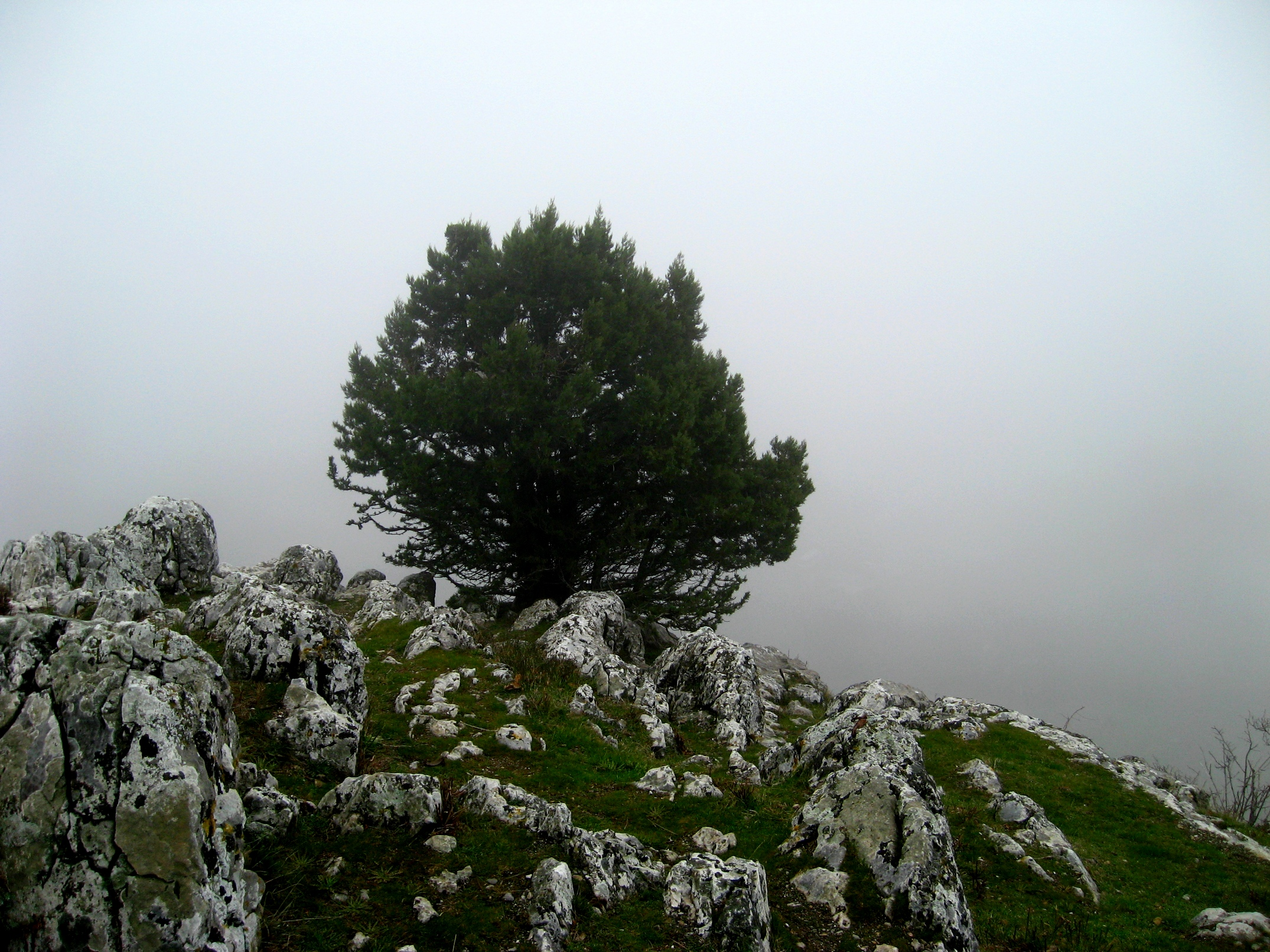
Вершина
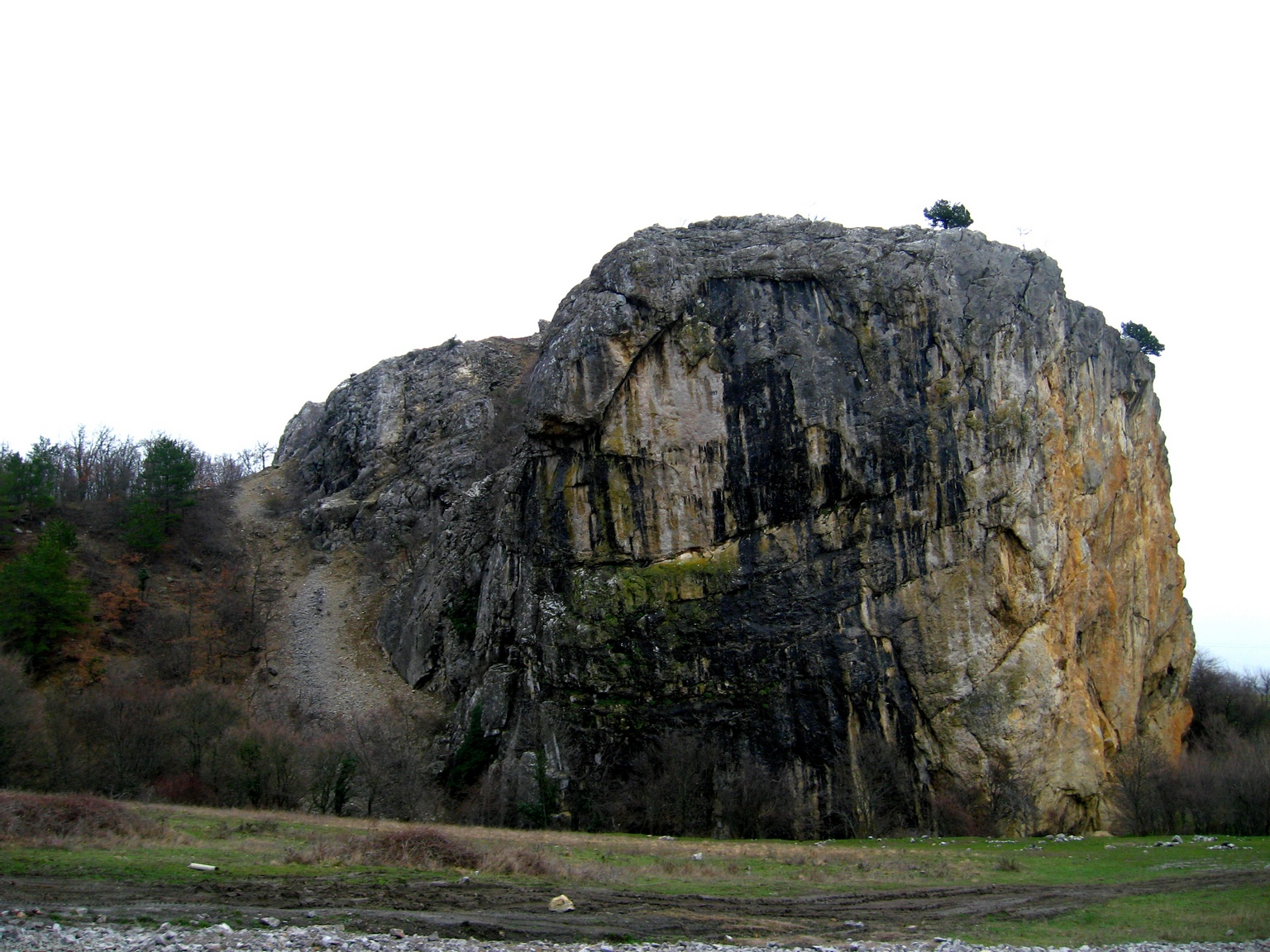
Західний схил
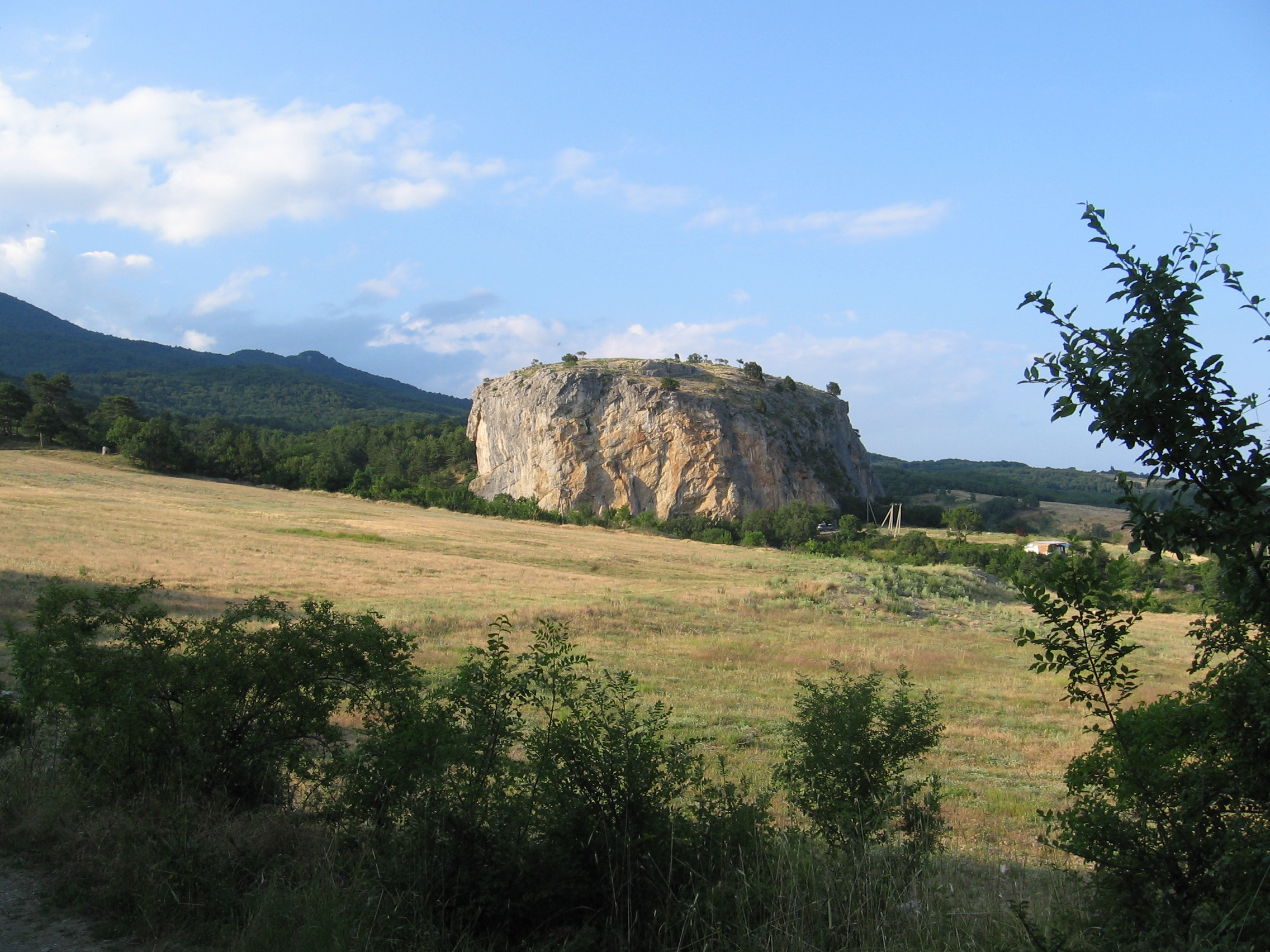
Кизил-Таш
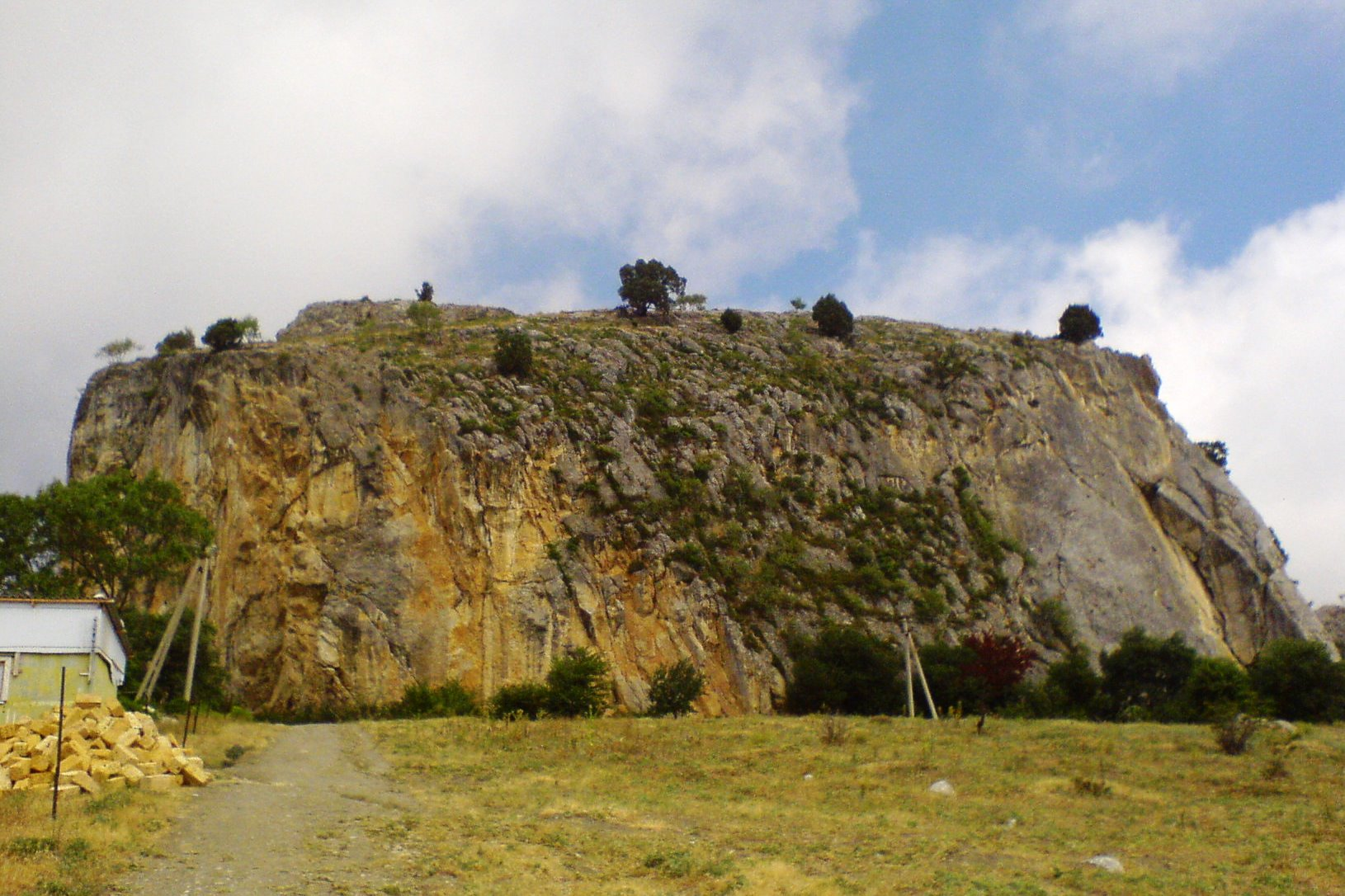
Вид на скелю з селища Краснокам'янка